# وينروالد
وينروالد (بالألمانية: Wienerwald) هي بلدية في منطقة مودلينج في ولاية النمسا السفلى.